# Astragalus armatus
Astragalus armatus är en ärtväxtart som beskrevs av Carl Ludwig von Willdenow. Astragalus armatus ingår i släktet vedlar, och familjen ärtväxter.

## Underarter
Arten delas in i följande underarter:
- A. a. armatus
- A. a. numidicus